# Paralampona
Paralampona là một chi nhện trong họ Lamponidae.